# Янко Микола Тимофійович
Микола Тимофійович Янко (нар.18 травня 1912 року, Сахновщина Полтавської губернії, нині Харківська область — † 14 травня 2011 року, Дружківка Донецької області) — український географ, педагог, краєзнавець, лексикограф. Дійсний член Географічного товариства України. Кандидат педагогічних наук. Почесний громадянин Дружківки (1998).

## Біографія
Народився в сім'ї кравця. У десять років залишився сиротою, жив у нерідної матері, був пастухом.
Вчився у семирічній школі. Закінчивши навчання у школі на «відмінно», 1929 року вступив до Красноградського педагогічного технікуму, який закінчив достроково 1931 року. Того ж року (у віці 19 років) його призначають завідувачем (директором) початкової чотирирічної школи в селі Дружківка (нині Олексієво-Дружківка) Донецької області.
У 1932 році за його старань, школа стає семирічною. 1940 року за рік з похвальною відзнакою закінчив дворічний Артемівський вчительський інститут.
В часи Другої світової війни продовжував викладати в школі та працював з радянською партизанкою, допомагаючи рятувати військовополонених, що знаходилися в таборі Олексієво-Дружківки. По війні — вчитель географії Олексієво-Дружківської середньої школи.
Навчаючи, навчався — закінчив Луганський педагогічний інститут (нині — Луганський національний університет).

## Науковий доробок

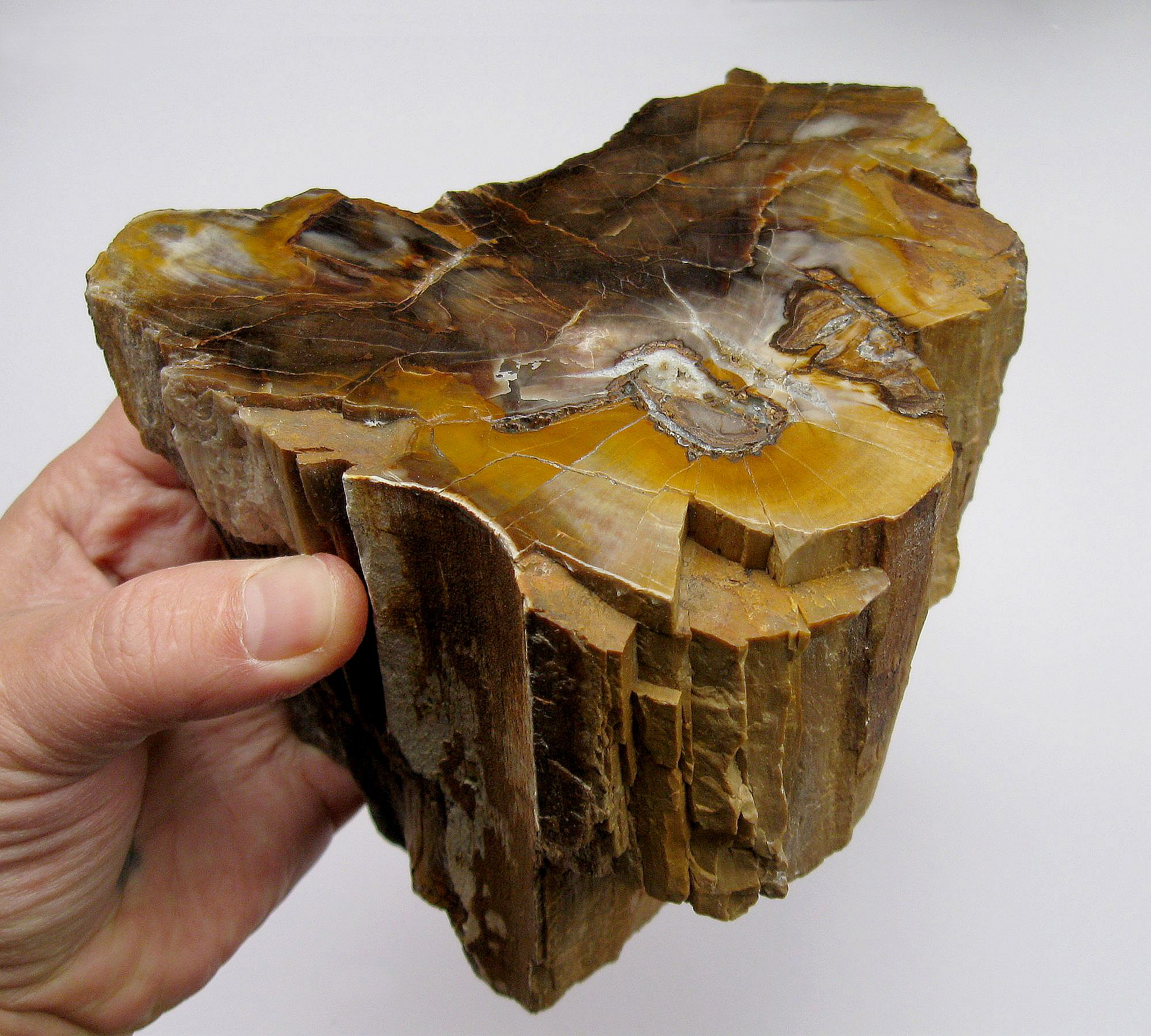
Фрагмент стовбура дерева з верхньо-карбонових покладів Дружківки

Палітурка Топонімічного словника Миколи Янка

У 1930-х роках став першим дослідником скам'янілих араукарій на території Олексієво-Дружківки, чий вік налічує 250 мільйонів років. Геологічна пам'ятка «Дружківські скам'янілі дерева» розташована на території колишнього кар'єру на північ від селища (48°35′43″ пн. ш. 37°36′44″ сх. д. / 48.59528° пн. ш. 37.61222° сх. д., між Дружківкою та Костянтинівкою).
Розробив туристичні маршрути Донбасом для школярів; автор статей про рослинний і тваринний світ та народознавство Донеччини у республіканських та обласних збірниках: «Краєзнавство в школі» — 1955, 1963, 1970; «Учитель географии о своей работе» — 1958, «Пам'ятники природи Донеччини» — 1979, «Гомін землі» — 1993. Протягом своєї краєзнавчої діяльності в газетах Донеччини надрукував до 20 книг, понад 400 статей про рідний край.
Досвід його роботи експонувався на постійній педагогічній республіканській виставці в Києві. Дійсний член Географічного товариства СРСР; відмінник народної освіти. Неодноразово отримував запрошення викладати в ВНЗ, проте залишався на постійному місці роботи.
З 1955 впродовж 15 років — позаштатний кореспондент НДІ педагогіки УРСР.
Одна з найвідоміших праць Миколи Тимофійовича — «Топонімічний словник-довідник Української РСР» (К.: Радянська школа, 1973) та перевидання 1998 року як «Топонімічний словник-довідник України». Топонімічний словник-довідник Української РСР витримав два видання.
Серед учнів — Олекса Тихий (1927–1984). Микола Тимофійович — співзасновник Благодійного фонду пам'яті Олекси Тихого в Дружківці .

## Відзнаки, нагороди
Отримав почесне звання «Заслужений краєзнавець Донецької області» за почесним номером 1. Нагороджений орденом «Знак Пошани», медаллю «За доблесну працю в часі війни 1941–1945 років», грамотами міністерства освіти.

## Наукові та краєзнавчі праці
Микола Янко — автор понад 20 наукових книжок та 400 статей:
- Топонімічний словник-довідник Української РСР. — К.: Радянська школа, 1973. — 180 с.
- Легенди Донеччини / Зібрав і упорядкував М. Янко. — Дружківка, 1995. — 120 с.
- Топонімічний словник України: Словник-довідник. — К.: Знання, 1998. — 432 с.
- Гомін землі: Загадки топоніміки: Для середнього та старшого шкільного віку. — К.: Веселка, 2000. — 128 с.
- «Назви рослин України», «Фітоетимологічний словник»
- Топонімічний словник України, 2009. — електронна версія.

## Хужодня творчість
Все життя Микола Янко писав художні твори: вірші, байки, розповіді, повісти, п'єси. Перші його публікації з'явилися 1946 року.